# Zenta Ērgle
Zenta Ērgle (ur. 23 grudnia 1920 w Rydze, zm. 11 czerwca 1998 tamże) –  łotewska pisarka dla dzieci.

## Życiorys
W 1949 roku ukończyła Łotewski Uniwersytet Państwowy i rozpoczęła pracę jako architekt. W połowie lat pięćdziesiątych Ergle zaczęła pisać książki dla dzieci zdobywając coraz większą popularność. W 1959 roku została członkiem Związku Pisarzy. Napisała ponad 30 książek, które zostały wydane w ponad 2 miliony egzemplarzy. Jej książki zostały przetłumaczone na 15 języków.
Zmarła w wieku 77 lat 11 czerwca 1998 roku Rydze i została pochowana na cmentarzu Matīsa.

## Twórczość
W 1981 roku wydawnictwa Liesma wydało w języku polskim książkę Ewunia w Afryce (Ievina Āfrikā) w tłumaczeniu  Czesława Szklennika. Książka jest wynikiem podróży pisarki  do Afryki, Australii i Nowej Zelandii.